# Thác Bản Ba
Thác Bản Ba là thác trên dòng ngòi Ba ở vùng đất Bản Ba xã Trung Hà huyện Chiêm Hóa tỉnh Tuyên Quang, Việt Nam.
Thác có 3 tầng, ở độ cao địa hình cỡ 170 m, ở cách Tuyên Quang 70 km. Từ Chiêm Hóa đi 25 km đến Bản Ba, và đi bộ cỡ 1 km đến thác. Vùng thác là điểm sinh thái đã được nhà nước công nhận là danh thắng cấp quốc gia năm 2007, và là điểm đến hấp dẫn của nhiều du khách trong nước và quốc tế.

## Ngòi Ba
Ngòi Ba xuất phát từ hợp lưu các suối ở vùng núi cao từ 500 đến 1300 m ở xã Đức Xuân 22°19′51″B 105°01′12″Đ / 22,330787°B 105,019941°Đ huyện Bắc Quang tỉnh Hà Giang  chảy về hướng đông, đến xã Trung Hà huyện Chiêm Hóa.
Qua các xã Tân Mỹ và Xuân Quang tỉnh Tuyên Quang thì có tên "Ngòi Quang" hay "ngòi Quặng", đổ vào sông Gâm ở thị trấn Vĩnh Lộc, Chiêm Hóa 22°09′24″B 105°16′51″Đ / 22,156687°B 105,28071°Đ.